# GOLT1B
GOLT1B (англ. Golgi transport 1B) – білок, який кодується однойменним геном, розташованим у людей на короткому плечі 12-ї хромосоми. Довжина поліпептидного ланцюга білка становить 138 амінокислот, а молекулярна маса — 15 426.
| 10         |  | 20         |  | 30         |  | 40         |  | 50         |
| ---------- |  | ---------- |  | ---------- |  | ---------- |  | ---------- |
| MISLTDTQKI |  | GMGLTGFGVF |  | FLFFGMILFF |  | DKALLAIGNV |  | LFVAGLAFVI |
| GLERTFRFFF |  | QKHKMKATGF |  | FLGGVFVVLI |  | GWPLIGMIFE |  | IYGFFLLFRG |
| FFPVVVGFIR |  | RVPVLGSLLN |  | LPGIRSFVDK |  | VGESNNMV   |  |            |

A: Аланін

D: Аспарагінова кислота

E: Глутамінова кислота

F: Фенілаланін

G: Гліцин

H: Гістидин

I: Ізолейцин

K: Лізин

L: Лейцин

M: Метіонін

N: Аспарагін

P: Пролін

Q: Глутамін

R: Аргінін

S: Серин

T: Треонін

V: Валін

W: Триптофан

Задіяний у таких біологічних процесах, як транспорт, транспорт білків, ацетилювання. 
Локалізований у мембрані, апараті гольджі.